# Mystery Train - Martedì notte a Memphis
Mystery Train - Martedì notte a Memphis (Mystery Train) è un film del 1989 scritto e diretto da Jim Jarmusch, interpretato tra gli altri da Joe Strummer, Steve Buscemi e Tom Waits.
Presentato in concorso al 42º Festival di Cannes, ha ricevuto il premio per il contributo artistico.

## Trama
Il film è composto da tre storie che si svolgono la stessa notte nel centro di Memphis. Le tre storie sono collegate tra loro dall'Arcade Hotel, una fatiscente locanda presieduta da un impiegato notturno e da un fattorino, dove i personaggi principali di ogni storia trascorrono una parte della notte. Ogni stanza dell'hotel è priva di televisione (come si nota in ogni storia) ma è adornata con un ritratto di Elvis Presley.
La prima storia, Far from Yokohama, presenta Mitsuko e Jun, una coppia di adolescenti di Yokohama che fa un pellegrinaggio a Memphis durante un viaggio attraverso l'America. Mitsuko è ossessionata da Elvis e ha messo insieme un album in cui descrive in dettaglio la sua convinzione che la cantante abbia un legame mistico con altre figure culturali che vanno dalla Madonna al Buddha alla Statua della Libertà. La storia segue la coppia mentre viaggiano dalla stazione ferroviaria, attraverso il centro di Memphis e un tour della Sun Records, all'hotel Arcade, prima di partire per salire di nuovo sul treno.
La seconda storia, A Ghost, parla di una vedova italiana, Luisa, che è bloccata a Memphis mentre scorta la bara del marito in Italia. Luisa condivide una stanza in hotel con Dee Dee, una giovane donna che ha appena lasciato il suo fidanzato inglese (Johnny dell'ultima storia) e ha intenzione di lasciare la città in mattinata. Luisa è tenuta sveglia dal continuo parlare di Dee Dee. Dopo che Dee Dee finalmente si addormenta, Luisa riceve la visita di un'apparizione di Elvis Presley.
La storia finale, Lost in Space, introduce Johnny. Sconvolto dopo aver perso il lavoro e la sua ragazza, Johnny - chiamato Elvis, con suo grande dispiacere - brandisce da ubriaco una pistola in un bar prima di partire con il suo amico Will Robinson e il fratello della sua ex ragazza, Charlie, che crede che Johnny sia suo fratello, legalmente. Si fermano in un negozio di liquori, che Johnny rapina, sparando al suo impiegato nel processo. Temendo le conseguenze, Johnny, Will e Charlie si ritirano in hotel per nascondersi per la notte; lì, diventano tutti sempre più intossicati. Charlie si rende conto che Will condivide lo stesso nome del personaggio Will Robinson dello show televisivo Lost in Space, di cui Johnny non ha mai sentito parlare. Charlie e Johnny procedono a parlargli dello spettacolo e Will commenta che il titolo descrive come si sente allora con Charlie e Johnny: perso nello spazio. La mattina dopo, Charlie scopre che Johnny non è davvero suo cognato, il che lo fa arrabbiare per quello che hanno passato. Johnny tenta di spararsi e, mentre lotta per impedirglielo, Charlie viene accidentalmente colpito a una gamba. Lasciando l'hotel, i tre si precipitano a fuggire da un'auto della polizia che non li sta nemmeno cercando. I titoli di coda mostrano il treno, l'aeroporto e le viste finali dei personaggi delle prime due storie.

## Curiosità
- Sono presenti alcune partecipazioni o riferimenti al trio protagonista di Daunbailò: Tom Waits dà la voce al dj della radio, John Lurie ha composto le musiche e uno degli episodi ha come protagonista Nicoletta Braschi, moglie di Roberto Benigni.
- Il personaggio di Johnny fu scritto appositamente per Joe Strummer. Jim Jarmusch ha dichiarato che se mai l'ex leader dei Clash avesse rifiutato la parte lui non avrebbe girato il film.

## Riconoscimenti
- Festival di Cannes 1989
  - Premio per il contributo artistico